# أندرو ماهر
أندرو ماهر (بالإنجليزية: Andrew Maher)‏ هو معلق رياضي أسترالي، ولد في 16 يوليو 1965 في ملبورن في أستراليا.